# Daniel Vérité
Pour les articles homonymes, voir Vérité (homonymie).
Daniel Vérité, né le 13 avril 1942 à Kénitra et mort le 15 juin 2022 à Antony, est un cascadeur et acteur français.
Après des études de dessinateur industriel, il tourne ses premières cascades dans Le Roi de cœur et poursuit sa carrière jusqu'aux années 2000 .

## Filmographie sélective
- 1966 : Le Roi de cœur de Philippe de Broca
- 1967 : Les Grandes vacances de Jean Girault : un marin hollandais
- 1968 : Coplan sauve sa peau d'Yves Boisset : un homme de main
- 1968 : Sous le signe de Monte-Cristo d'André Hunebelle : Jacques Lambert
- 1969 : Le Paria de Claude Carliez
- 1969 : Aux frais de la princesse de Roland Quignon
- 1971 : Les Vieux loups bénissent la mort de Pierre Kalfon
- 1971 : Le Casse de Henri Verneuil : le playboy
- 1972 : Les Caïds de Robert Enrico
- 1975 : Le Mâle du siècle de Claude Berri
- 1975 : Rosebud d'Otto Preminger : un policier
- 1976 : L'Alpagueur de Philippe Labro : un homme de main
- 1976 : Un éléphant ça trompe énormément d'Yves Robert : un homme qui se bat dans la rue
- 1978 : Les Brigades du Tigre (série télévisée), épisode Le Village maudit de Victor Vicas : un homme de main
- 1978 : La Zizanie de Claude Zidi : un homme à la soirée costumée
- 1979 : Moonraker de Lewis Gilbert : l'homme de main de Drax
- 1979 : La Dérobade de Daniel Duval
- 1979 : Rien ne va plus de Jean-Michel Ribes
- 1980 : Les Malheurs d'Octavie de Roland Urban : un espion goulachistanais
- 1982 : Paradis pour tous d'Alain Jessua
- 1982 : Ils appellent ça un accident de Nathalie Delon : le premier rôdeur du bois
- 1983 : L’Africain de Philippe de Broca
- 1983: Tchao pantin.
- 1983 : Un chien dans un jeu de quilles de Bernard Guillou
- 1983 : Mortelle Randonnée de Claude Miller
- 1983 : Le Bâtard de Bertrand van Effenterre
- 1984 : Le Bon plaisir de Francis Girod
- 1984 : Gwendoline de Just Jaeckin : un villageois chinois
- 1984 : Le Garde du corps de François Leterrier : le chef cuisinier
- 1985 : Péril en la demeure de Michel Deville : l'agresseur
- 1985 : On ne meurt que deux fois de Jacques Deray : un passant
- 1991 : La Vieille qui marchait dans la mer de Laurent Heynemann
- 1992 : Vieille canaille de Gérard Jourd'hui
- 1994 : Des feux mal éteints de Serge Moati : le second homme de l'OAS Paris
- 1994 : Jeanne la Pucelle (Les Prisons) de Jacques Rivette : un archer picard
- 1995 : Au petit Marguery de Laurent Bénégui
- 1997 : L'Homme idéal de Xavier Gélin : le docteur Beauchamps
- 1999 : Furia d'Alexandre Aja : le second résistant
- 1999 : Le Fils du Français de Gérard Lauzier : le trafiquant
- 2006 : Toi et moi de Julie Lopes-Curval : le régleur de cascades
- 2007 : Ma place au soleil d'Éric de Montalier : le père de Sabine